# Piet Teraa
Piet Teraa (Oirschot, 1917 - La Rochelle, 3 juni 1996) was een Nederlandse kunstschilder. Hij was een leerling van Jan Kruysen en leefde lange tijd in het Belgische Mol, de Kempische gemeente waar ook Jacob Smits vele jaren  heeft gewoond en gewerkt. Teraa bracht de laatste jaren van zijn leven door in La Rochelle (Frankrijk).

## Eigen karakteristiek
Piet Teraa heeft eens, begin jaren tachtig, een treffende karakteristiek van zijn eigen werk gegeven. Hij begon met een motto, ontleend aan Matisse: "En peinture, ce qui peut se dire en mots ne compte pas" en Teraa vervolgt:
"Over het algemeen spreek ik niet graag over mijn werk. Mijn schilderijen moeten voor zichzelf spreken. Bovendien heeft iedereen het recht ze op zijn eigen wijze te zien en te interpreteren. De kijker is vrij, want hij is net zoals ik, gebonden aan een levensopvatting die onbewust haar invloed doet gelden.
Mijn opvattingen over kunst worden in de eerste plaats beheerst door intuïtie, deze ontrouwe en onberekenbare meesteres, die de spot drijft met logica en rede.
De ruimte, een abstract begrip, voel ik op een intuïtieve manier aan, hetgeen niets te maken heeft met het waarnemen van lengte,  breedte en diepte. Met diezelfde intuïtie breng ik altijd licht en ruimte met elkaar in verband. De werking van het licht brengt mijn zienswijze op de ruimte tot uiting. Het licht is het essentiële element van mijn kunst, die het ruimtegevoel tot onderwerp heeft. Uit picturaal oogpunt functioneert het licht dus als een factor van dynamische spanning in een ruimte die alleen maar statisch kan zijn.
Het licht, de ruimte en de stilte: al deze elementen fascineren me. Dat komt waarschijnlijk omdat ik ze associeer met zuiverheid, rust, geluk en vrede. Ervaringen die we nauwelijks kennen, maar waar we in onze beste momenten wel naar verlangen. Deze verwantschap van licht en ruimte met de ideale toestand is voor mij geen uitgangspunt; ik ervaar haar achteraf.
In ieder geval drukt mijn werk ook iets uit van mijn gevoel van verbondenheid met de maatschappij, evenals alles wat mij in het dagelijks leven, in het leven in het algemeen boeit.
Hetgeen ik maak, is geen verbeelding van een waarneembaar gegeven dat zich aan mijn zintuigen voordoet. De oorsprong komt van binnenuit. Ik druk niet alleen uit wat ik weet of wil, maar ook wat ik ben -of ik wil of niet. 
Er is geen plaats voor leugens." 

## Catalogus
In 2000 heeft Galerie Hüsstege uit 's-Hertogenbosch een monografie over Teraa gepubliceerd, gedrukt in Frankrijk. Bijzonder in dit boek zijn de reproducties van zijn unieke werk. Met een variatie op Teraa's eigen typering: het licht in zijn werk is heel intens en dynamisch, de ruimte overweldigend en de stilte, om het paradoxaal uit te drukken, hoorbaar. De toenmalige staatssecretaris van Binnenlandse Zaken, Jacob Kohnstamm, schreef eens in Vrij Nederland (9 maart 1996, p. 45): "In alle stilte en eenvoud van de kleuren en lijnen roept hij het oneindige van de horizon bij mij op, waarbij verlangen en onbereikbaarheid hand in hand gaan." Knap verwoord. Teraa is een type kunstenaar dat vooral stille bewonderaars heeft. Zijn beste werk heeft het effect van een volmaakte haiku.